# Campeonato Argentino de Futebol de 2023 – Terceira Divisão (Primera B)
A Primera B do Campeonato Argentino de Futebol de 2022, também conhecida oficialmente como Campeonato de Primera División B de 2023 ou simplesmente como Primera B de 2023, foi a 92.ª edição da Primera B, certame equivalente à terceira divisão do Campeonato Argentino de Futebol para os clubes diretamente afiliados à Associação do Futebol Argentino (AFA). O certame é organizado pela Associação do Futebol Argentino (AFA), entidade máxima do futebol argentino, começou em 10 de fevereiro e terminou em 25 de novembro de 2023.
Dezessete times competiram na liga: quinze deles que permaneceram da temporada de 2022, e entre as novidades, temos a chegada do Argentino de Merlo (estreante na competição), promovido da Primera C de 2022 (quarta divisão), e do Sacachispas, rebaixado da Primera Nacional de 2022 (segunda divisão).
O campeão foi o Talleres de Remedios de Escalada: o Albirrojo [apelido do clube] venceu o San Miguel por 1–0 no jogo de volta da final e como tinha empatado sem gols no jogo de ida, obteve o acesso à Primera Nacional (segunda divisão argentina).

## Regulamento
Assim como na temporada anterior, são disputadas duas fases, uma regular classificatória (no sistema de pontos corridos) e uma eliminatória (no sistema de "mata-mata"). Ao final das duas fases, teremos um clube promovido à Primera Nacional de 2024 e um rebaixado à Primera C de 2024, assim como, quatro clubes com vagas na Copa da Argentina de 2024.

## Participantes
| Equipe               | Cidade               | Região                    | Estádio (mando)                      |
| -------------------- | -------------------- | ------------------------- | ------------------------------------ |
| Acassuso             | Boulogne             | Província de Buenos Aires | La Quema                             |
| Argentino de Merlo   | Merlo                | Província de Buenos Aires | Juan Carlos Brieva                   |
| Argentino de Quilmes | Quilmes              | Província de Buenos Aires | Argentino de Quilmes                 |
| Cañuelas             | Cañuelas             | Província de Buenos Aires | Jorge Alfredo Arín                   |
| Colegiales           | Munro                | Província de Buenos Aires | Libertarios Unidos                   |
| Comunicaciones       | Buenos Aires         | Buenos Aires              | Alfredo Ramos                        |
| Deportivo Armenio    | Ingeniero Maschwitz  | Província de Buenos Aires | Armenia                              |
| Deportivo Merlo      | Parque San Martín    | Província de Buenos Aires | José Manuel Moreno                   |
| Dock Sud             | Dock Sud             | Província de Buenos Aires | De Los Inmigrantes                   |
| Fénix                | Buenos Aires         | Buenos Aires              | Não possui                           |
| Ituzaingó            | Ituzaingó            | Província de Buenos Aires | Carlos Alberto Sacaan                |
| Los Andes            | Lomas de Zamora      | Província de Buenos Aires | Eduardo Gallardón                    |
| Sacachispas          | Buenos Aires         | Buenos Aires              | Roberto Larrosa                      |
| San Miguel           | Los Polvorines       | Província de Buenos Aires | Malvinas Argentinas (Los Polvorines) |
| Talleres             | Remedios de Escalada | Província de Buenos Aires | Pablo Comelli                        |
| UAI Urquiza          | Villa Lynch          | Província de Buenos Aires | Monumental de Villa Lynch            |
| Villa San Carlos     | Berisso              | Província de Buenos Aires | Genacio Sálice                       |

| Fonte: AFA (em castelhano) |

## Primeira fase

### Torneo Apertura
| Pos | Equipes              | Pts | J  | V | E | D | GP | GC | SG  |
| --- | -------------------- | --- | -- | - | - | - | -- | -- | --- |
| 1º  | San Miguel           | 30  | 16 | 8 | 6 | 2 | 20 | 10 | 10  |
| 2º  | Dock Sud             | 28  | 16 | 8 | 4 | 4 | 25 | 19 | 6   |
| 3º  | Comunicaciones       | 27  | 16 | 7 | 6 | 3 | 19 | 17 | 2   |
| 4º  | Argentino de Merlo   | 24  | 16 | 7 | 3 | 6 | 19 | 10 | 9   |
| 4º  | Los Andes            | 24  | 16 | 6 | 6 | 4 | 19 | 10 | 9   |
| 6º  | Acassuso             | 24  | 16 | 5 | 9 | 2 | 14 | 11 | 3   |
| 7º  | Sacachispas          | 23  | 16 | 6 | 5 | 5 | 14 | 13 | 1   |
| 8º  | Villa San Carlos     | 22  | 16 | 5 | 7 | 4 | 21 | 17 | 4   |
| 9º  | Deportivo Armenio    | 21  | 16 | 4 | 9 | 3 | 18 | 16 | 2   |
| 10º | Talleres (RdE)       | 21  | 16 | 5 | 6 | 5 | 13 | 13 | 0   |
| 11º | Fénix                | 21  | 16 | 6 | 3 | 7 | 14 | 16 | −2  |
| 12º | Argentino de Quilmes | 19  | 16 | 5 | 4 | 7 | 12 | 18 | −6  |
| 13º | UAI Urquiza          | 17  | 16 | 4 | 5 | 7 | 16 | 18 | −2  |
| 14º | Ituzaingó            | 17  | 16 | 4 | 5 | 7 | 11 | 15 | −4  |
| 15º | Cañuelas             | 16  | 16 | 3 | 7 | 6 | 12 | 20 | −8  |
| 16º | Colegiales           | 15  | 16 | 4 | 3 | 9 | 13 | 21 | −8  |
| 17º | Deportivo Merlo      | 13  | 16 | 3 | 4 | 9 | 12 | 28 | −16 |

|  | Vencedor e classificado para a final pelo título |

| Fonte: Soccerway — AFA — TyC Sports — ESPN — Solo Ascenso — Promiedos — Mundo Ascenso — OneFootball |

### Torneo Clausura
- Atualização: 9 de outubro de 2023.

| Pos | Equipes              | Pts | J  | V  | E | D | GP | GC | SG  |
| --- | -------------------- | --- | -- | -- | - | - | -- | -- | --- |
| 1º  | Talleres (RdE)       | 37  | 16 | 11 | 4 | 1 | 18 | 4  | 14  |
| 2º  | San Miguel           | 30  | 16 | 9  | 3 | 4 | 24 | 14 | 10  |
| 3º  | Argentino de Quilmes | 30  | 16 | 9  | 3 | 4 | 23 | 15 | 8   |
| 4º  | Deportivo Armenio    | 25  | 16 | 7  | 4 | 5 | 17 | 10 | 7   |
| 5º  | Los Andes            | 24  | 16 | 6  | 6 | 4 | 18 | 13 | 5   |
| 6º  | Colegiales           | 23  | 16 | 5  | 8 | 3 | 17 | 16 | 1   |
| 7º  | Deportivo Merlo      | 22  | 16 | 5  | 7 | 4 | 16 | 19 | −3  |
| 8º  | Comunicaciones       | 21  | 16 | 5  | 6 | 5 | 15 | 14 | 1   |
| 9º  | Acassuso             | 20  | 16 | 4  | 8 | 4 | 12 | 13 | −1  |
| 10º | Argentino de Merlo   | 20  | 16 | 4  | 8 | 4 | 11 | 14 | −3  |
| 11º | UAI Urquiza          | 19  | 16 | 5  | 4 | 7 | 16 | 18 | −2  |
| 12º | Fénix                | 18  | 16 | 5  | 3 | 8 | 13 | 14 | −1  |
| 13º | Cañuelas             | 16  | 16 | 3  | 7 | 6 | 12 | 15 | −3  |
| 14º | Villa San Carlos     | 15  | 16 | 3  | 6 | 7 | 17 | 25 | −8  |
| 15º | Dock Sud             | 14  | 16 | 2  | 8 | 6 | 13 | 17 | −4  |
| 16º | Sacachispas          | 13  | 16 | 2  | 7 | 7 | 8  | 15 | −7  |
| 17º | Ituzaingó            | 11  | 15 | 2  | 5 | 8 | 5  | 19 | −14 |

|  | 0Vencedor do Clausura e classificado para a final do campeonato |

| Fonte: Soccerway — AFA — TyC Sports — ESPN — Solo Ascenso — Promiedos — Mundo Ascenso — OneFootball |

### Classificação geral
- Atualização: 9 de outubro de 2023.

| Pos | Equipes              | Pts | J  | V  | E  | D  | GP | GC | SG  |
| --- | -------------------- | --- | -- | -- | -- | -- | -- | -- | --- |
| 1º  | San Miguel           | 60  | 32 | 17 | 9  | 6  | 44 | 24 | 20  |
| 2º  | Talleres (RdE)       | 58  | 32 | 16 | 10 | 6  | 31 | 17 | 14  |
| 3º  | Argentino de Quilmes | 49  | 32 | 14 | 7  | 11 | 35 | 33 | 2   |
| 4º  | Los Andes            | 48  | 32 | 12 | 12 | 8  | 37 | 23 | 14  |
| 5º  | Comunicaciones       | 48  | 32 | 12 | 12 | 8  | 34 | 31 | 3   |
| 6º  | Deportivo Armenio    | 46  | 32 | 11 | 13 | 8  | 35 | 26 | 9   |
| 7º  | Argentino de Merlo   | 44  | 32 | 11 | 11 | 10 | 30 | 24 | 6   |
| 8º  | Acassuso             | 44  | 32 | 9  | 17 | 6  | 26 | 24 | 2   |
| 9º  | Dock Sud             | 42  | 32 | 10 | 12 | 10 | 38 | 36 | 2   |
| 10º | Fénix                | 39  | 32 | 11 | 6  | 15 | 27 | 30 | −3  |
| 11º | Colegiales           | 38  | 32 | 9  | 11 | 12 | 30 | 37 | −7  |
| 12º | Villa San Carlos     | 37  | 32 | 8  | 13 | 11 | 38 | 42 | −4  |
| 13º | UAI Urquiza          | 36  | 32 | 9  | 9  | 14 | 32 | 36 | −4  |
| 14º | Sacachispas          | 36  | 32 | 8  | 12 | 12 | 22 | 28 | −6  |
| 15º | Deportivo Merlo      | 35  | 32 | 8  | 11 | 13 | 28 | 47 | −19 |
| 16º | Cañuelas             | 32  | 32 | 6  | 14 | 12 | 24 | 35 | −11 |
| 17º | Ituzaingó            | 29  | 32 | 6  | 11 | 15 | 16 | 34 | −18 |

|  | 0Classificados para a final pelo título e pelo acesso e para a Copa da Argentina de 2024 |
|  | 0Classificados para o "mata-mata" pelo segundo acesso e para a Copa da Argentina de 2024 |
|  | 0Classificados para o "mata-mata" pelo segundo acesso                                    |
|  | 0Rebaixado para a Primera C de 2024                                                      |

| Fonte: Soccerway — AFA — TyC Sports — ESPN — Solo Ascenso — Promiedos — Mundo Ascenso — OneFootball |

## Fase final

### Final pelo título e pelo primeiro acesso àPrimera Nacional
| Chave | Equipe 1    | Agregado | Equipe 2        | Jogo 1 | Jogo 2 |
| ----- | ----------- | -------- | --------------- | ------ | ------ |
|       | San Miguel0 | 0 — 1    | 0Talleres (RdE) | 0 — 0  | 0 — 1  |

| \| 16 de outubro \| Talleres (RdE) \| 0 — 0 \| San Miguel \| Remedios de Escalada \| \| \| 17:45 (UTC−3) \| \| Relatório \| \| Estádio: Pablo Comelli Árbitro: Felipe Viola \| \| |                |           |            |                                              |  |
| 16 de outubro | Talleres (RdE) | 0 — 0     | San Miguel | Remedios de Escalada                         |  |
| 17:45 (UTC−3) |                | Relatório |            | Estádio: Pablo Comelli Árbitro: Felipe Viola |  |

| \| 28 de outubro \| San Miguel \| 0 — 1 \| Talleres (RdE) \| Los Polvorines \| \| \| 14:30 (UTC−3) \| \| Relatório \| - Lautaro Villegas 80' \| Estádio: Malvinas Argentinas Árbitro: Javier Delbarba \| \| |            |           |                        |                                                       |  |
| 28 de outubro | San Miguel | 0 — 1     | Talleres (RdE)         | Los Polvorines                                        |  |
| 14:30 (UTC−3) |            | Relatório | - Lautaro Villegas 80' | Estádio: Malvinas Argentinas Árbitro: Javier Delbarba |  |

## Fase eliminatória

### Quartas de final doTorneo"Reducido"
| Chave | Equipe 1              | Agregado         | Equipe 2            | Jogo 1 | Jogo 2 |
| ----- | --------------------- | ---------------- | ------------------- | ------ | ------ |
| 1     | Argentino de Quilmes0 | 2 — 2 (4–3 pen.) | 0Acassuso           | 1 — 1  | 1 — 1  |
| 2     | Los Andes0            | 3 — 2            | 0Argentino de Merlo | 2 — 2  | 1 — 0  |
| 3     | Comunicaciones0       | 0 — 3            | 0Deportivo Armenio  | 0 — 0  | 0 — 3  |

| 14 de outubro | Deportivo Armenio | 0 — 0     | Comunicaciones | Ingeniero Maschwitz                         |  |
| 15:05 (UTC−3) |                   | Relatório |                | Estádio: Armenia Árbitro: Juan Cruz Robledo |  |

| 14 de outubro | Argentino de Merlo                         | 2 — 2     | Los Andes                                     | Merlo                                                |  |
| 18:00 (UTC−3) | - Gastón Scisci 60' - Gabriel Tomasini 87' | Relatório | - Luis Pérez 8' - Guido Segalerba Viglino 21' | Estádio: Juan Carlos Brieva Árbitro: Gastón Iglesias |  |

| 16 de outubro | Acassuso              | 1 — 1     | Argentino de Quilmes | Ingeniero Maschwitz                      |  |
| 15:30 (UTC−3) | - Juan Barbieri 90+1' | Relatório | - Juan Da Rosa 56'   | Estádio: Armenia Árbitro: Mauro Biasutto |  |

| 28 de outubro | Comunicaciones | 0 — 3     | Deportivo Armenio                                                   | Buenos Aires                                   |  |
| 15:30 (UTC−3) |                | Relatório | - Lautaro Montani 46' - Jonathan Herrera 83' - Franco Almanza 90+4' | Estádio: Alfredo Ramos Árbitro: Mauro Biasutto |  |

| 28 de outubro | Los Andes              | 1 — 0     | Argentino de Merlo | Lomas de Zamora                                    |  |
| 15:40 (UTC−3) | - Gabriel Carrasco 42' | Relatório |                    | Estádio: Eduardo Gallardón Árbitro: Marcos Recalde |  |

| 29 de outubro | Argentino de Quilmes | 1 — 1     | Acassuso                 | Quilmes                                      |  |
| 15:30 (UTC−3) | - Juan Da Rosa 42'   | Relatório | - Sebastián Silguero 27' | Estádio: Centenario Árbitro: Gonzalo Pereira |  |

### Semifinal doTorneo"Reducido"
| Chave | Equipe 1              | Agregado | Equipe 2           | Jogo 1 | Jogo 2 |
| ----- | --------------------- | -------- | ------------------ | ------ | ------ |
| 1     | San Miguel0           | 1 — 0    | 0Deportivo Armenio | 1 — 0  | 0 — 0  |
| 2     | Argentino de Quilmes0 | 3 — 0    | 0Los Andes         | 1 — 0  | 2 — 0  |

| 4 de novembro | Los Andes | 0 — 1     | Argentino de Quilmes | Lomas de Zamora                                        |  |
| 14:15 (UTC−3) |           | Relatório | - Facundo Lando 40'  | Estádio: Eduardo Gallardón Árbitro: Juan Pablo Loustau |  |

| 5 de novembro | Deportivo Armenio | 0 — 1     | San Miguel          | Ingeniero Maschwitz                       |  |
| 13:00 (UTC−3) |                   | Relatório | - Jorge Ferrero 78' | Estádio: Armenia Árbitro: Mariano Negrete |  |

| 11 de novembro | San Miguel | 0 — 0     | Deportivo Armenio | Los Polvorines                                      |  |
| 14:30 (UTC−3)  |            | Relatório |                   | Estádio: Malvinas Argentinas Árbitro: Daniel Zamora |  |

| 11 de novembro | Argentino de Quilmes                         | 2 — 0     | Los Andes | Quilmes                                      |  |
| 15:30 (UTC−3)  | - Javier Martinez 62' - Félix Villacorta 66' | Relatório |           | Estádio: Centenario Árbitro: Javier Delbarba |  |

### Final doTorneo"Reducido"
| Chave | Equipe 1    | Agregado         | Equipe 2              | Jogo 1 | Jogo 2 |
| ----- | ----------- | ---------------- | --------------------- | ------ | ------ |
|       | San Miguel0 | 1 — 1 (4–2 pen.) | 0Argentino de Quilmes | 0 — 0  | 1 — 1  |

| 20 de novembro | Argentino de Quilmes | 0 — 0     | San Miguel | Quilmes                                   |  |
| 17:00 (UTC−3)  |                      | Relatório |            | Estádio: Centenario Árbitro: Felipe Viola |  |

| 25 de novembro | San Miguel         | 1 — 1     | Argentino de Quilmes  | Los Polvorines                                       |  |
| 17:00 (UTC−3)  | - Rodrigo Diaz 42' | Relatório | - Javier Martínez 81' | Estádio: Malvinas Argentinas Árbitro: Ignacio Lupani |  |

## Repescagem pelo terceiro acesso à Primera Nacional
| \| \| San Miguel \| — \| Douglas Haig \| \| \| \| \| \| \| \| \| \| |            |   |              |  |  |
|                                                                     | San Miguel | — | Douglas Haig |  |  |
|                                                                     |            |   |              |  |  |

## Premiação
| Primera B (Metropolitana) de 2023 Terceira Divisão do Campeonato Argentino de Futebol   |
| --------------------------------------------------------------------------------------- |
| Club Atlético Talleres Campeão (2º título da Primera B) (3º título da terceira divisão) |